# Body Talk (canción de Foxes)
«Body Talk» es una canción de la compositora y cantante inglesa Foxes para su segundo álbum de estudio All I Need. La canción estuvo disponible en el Reino Unido el 24 de julio de 2015 como primer sencillo del álbum.

## Vídeo musical
Para promocionar "Body Talk", Foxes publicó el video el 22 de junio de 2015. El vídeo fue grabado en una gasolinera a las afueras de Barcelona.

## Formato
- Descarga digital[4]

1. "Body Talk" - 3:29

## Historia de liberación
| Región      | Fecha                   | Formato          | Etiqueta          |
| ----------- | ----------------------- | ---------------- | ----------------- |
| Reino Unido | 24 de julio de 2015     | Descarga digital | Sign of the Times |
| Reino Unido | 20 de noviembre de 2015 |                  | Sign of the Times |